# Нив, Амнон
Амнон Нив (ивр. אמנון ניב‎; род. в Хайфе, Израиль) (23 февраля 1930 — 6 июня 2011) — ведущий израильский архитектор и градостроитель. Нив был главным архитектором Атомного исследовательского центра в Негеве.

## Биография

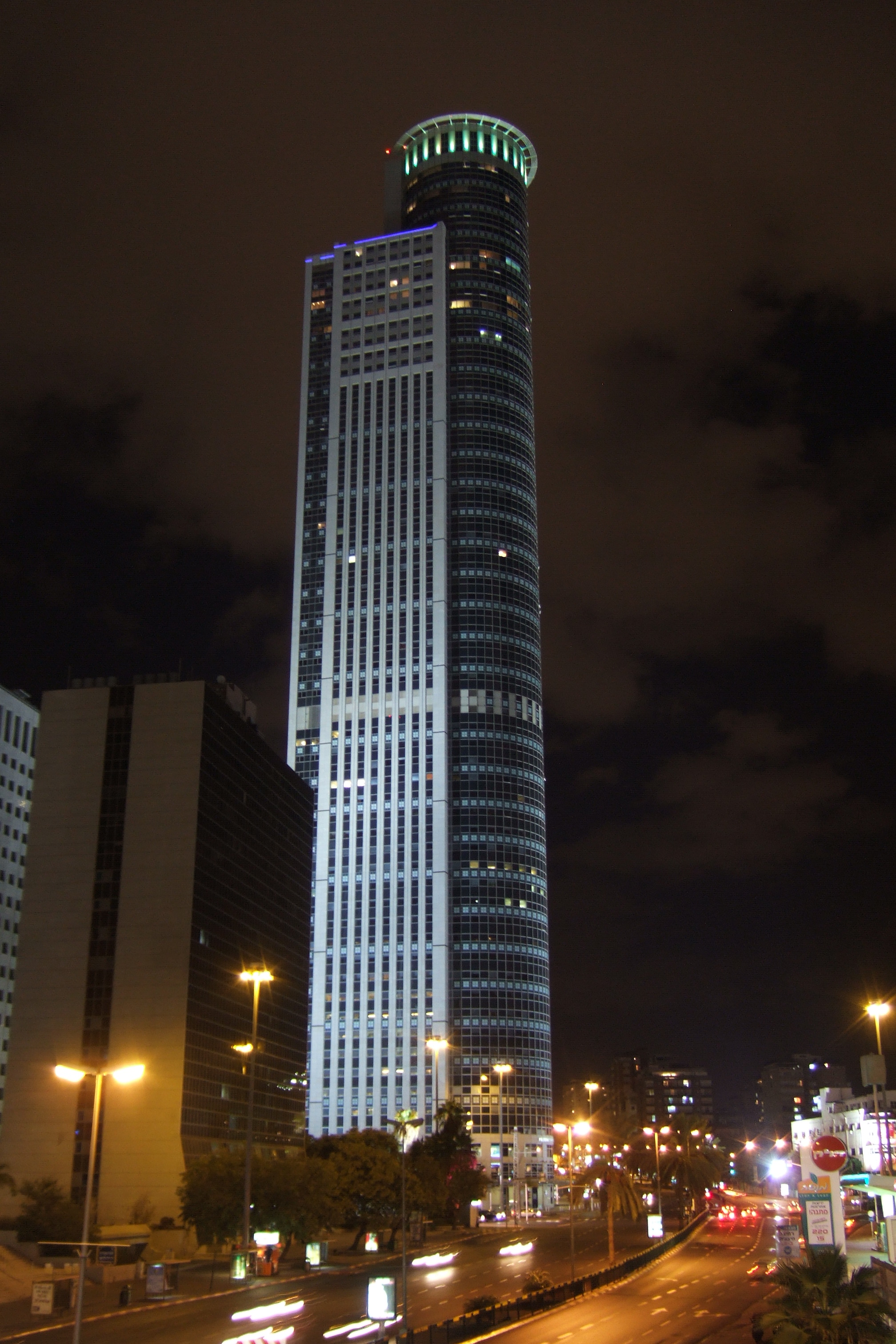
Моше Авив, один из проектов архитектора

Амнон Нив родился в Хайфе, Эрец-Исраэль. Окончил Израильский институт технологий в 1955 году. С 1958 по 1963 гг. занимал пост главного архитектора Атомного исследовательского центра в Негеве, Израиль. Позднее в 1960-х гг., вместе с Рафаэлем Райфером спроектировал тель-авивский индустриальный комплекс Маншия. Этот план был частично завершён. Дизайн израильского музея «Этцель», который Нив спроектировал вместе с Амноном Шварцем, получил премию «Rokach Prize». Вместе с архитектором Амноном Шварцем создал самое высокое здание в Израиле.
В 1977 году, решением мэра Иерусалима Тедди Коллека, Амнон Нив стал главным городским инженером этого города. Для разработки нового жилого комплекса в Иерусалиме Нив создал его трёхмерную модель, которая используется до сих пор. С 1988 года архитектор специализируется на небоскребах. По проекту Нива и Амнона Шварца в 2001 году было построено самое высокое здание Израиля — небоскрёб «Моше Авив».